# Luis Ocaña
Jesús Luis Ocaña Pernía (9. juni 1945 – 19. maj 1994) var en spansk professionel cykelrytter, som vandt Tour de France i 1973. Ocaña var 1970'ernes helt store rival til "Kannibalen", Eddy Merckx. 

## 1971 Tour de France
I 1971 havde Ocaña og holdet Bic, med danske Leif Mortensen på holdet som hjælperytter , næsten slået Merckx, men Ocaña måtte udgå pga. styrt. På den alvorlige opstigning på Col de Menté på 14. etape angreb Merckx igen og igen, men kunne ikke ryste Ocaña af sig. På vej mod toppen begyndte et uvarslet uvejr og snart haglede regnen ned over de førende ryttere. Store mængder vand og dårlig sigtbarhed ramte rytterne og nedkørslen blev et helvede. Alle ryttere i udbrydergruppen styrtede uden undtagelse. Merckx mistede balancen, Ocaña undgik ham med nød og næppe, men mistede selv herredømmet over cyklen. Belgieren kom hurtigt på benene, men inden Ocaña var oppe igen, blev han af torpederet af Joop Zoetemelk, og dermed var løbet afgjort. Merckx havde vundet Tour de France, selv om der resterede en uge af løbet. Ocaña blev så slemt skadet, at han måtte udgå og dermed afgive sin gule førertrøje. 
Næste dag nægtede Merckx demonstrativ at modtage den gule trøje og løbsdirektionen dispenserede. For første gang i løbets historie kørte feltet uden sit synlige symbol.

## 1972 Tour de France
Merckx havde egentlig besluttet ikke at køre årets Tour, men påstande om Merckx' lette sejr det foregående år i fraværet af Ocaña fik belgieren til at stille op. Scenen var sat, sablerne slebet, Ocaña havde vundet Critérium du Dauphiné Libéré og det spanske mesterskab. Duellen var intakt indtil Ocaña måtte udgå grundet en slem omgang bronkitis. Han havde ellers forsøgt at angribe den velkørende Merckx, men forsøgene lykkedes ikke.

## 1973 Tour de France
Ocaña vendte i 1973 tilbage til Tour de France i superform og vandt løbet, men fik ikke den revanche han tørstede efter, da Merckx, angiveligt af frygt for at tabe ansigt i et drabeligt og bjergpræget Tour, havde meldt fra. Han udraderede alle konkurrenter og sluttede 15 minutter foran Bernard Thévenet på andenpladsen. 

## 1974-1977
Luis Ocaña deltog ikke i Tour de France i 1974 grundet en skade, var igen nødsaget til at udgå i 1975 og blev skuffende nummer 14 i 1976 og 25 i 1977.
Ocaña var en rytter der strålede på solskinsdage, var bedst alene og igennem sin karriere ramt af mange uheld. Uheld som oftest bestod af uvejr, styrt og taktik; elementer som Ocaña selv følte konspirerede mod ham.  
Udover Toursejren i 1973 vandt Ocaña Vuelta a España i 1970. Han vandt samlet 110 etaper, 9 af dem i Tour de France. 
Ocaña trak sig i 1977 tilbage til sin vingård.

## Selvmord
Ocaña begik selvmord, i 1994. Det er siden blevet sagt, at han var deprimeret over finansielle problemer, og at han led af følgerne af en Hepatitis C-infektion samt cancer.